# Diocese de Guiratinga
A Diocese de Guiratinga (Dioecesis Guiratingensis) foi uma circunscrição eclesiástica da Igreja Católica no Brasil, pertencente à Província Eclesiástica de Cuiabá e ao Conselho Episcopal Regional Oeste II da Conferência Nacional dos Bispos do Brasil, sendo sufragânea da Arquidiocese de Cuiabá. A sé episcopal era na Catedral São João Batista, na cidade de Guiratinga, no estado do Mato Grosso. No dia 25 de junho de 2014 foi suprimida a diocese de Guiratinga, dividindo seu território entre as três circunscrições eclesiásticas de Rondonópolis, Barra do Garças e Paranatinga. O Papa Francisco, também, erigiu canonicamente a diocese de Primavera do Leste-Paranatinga, modificando ainda, a denominação da diocese de Rondonópolis para Diocese de Rondonópolis-Guiratinga. 

## Histórico
A Prelazia de Registro do Araguaia (Territorialis Praelatura Registrensis ou Territorialis Praelatura Registro de Araguaia) foi erigida a 12 de maio de 1914 pelo pelo Papa Pio X, por meio de decreto da Sagrada Congregação Consistorial,  a partir de território desmembrado da Arquidiocese de Cuiabá, e entregue pela Santa Sé aos cuidados dos salesianos.
O papa Paulo VI, no dia 27 de maio de 1969, alterou a denominação para Prelazia de Guiratinga (Territorialis Praelatura Guiratingensis). No dia 3 de outubro de 1981, foi promovida à dignidade de diocese, pelo Papa João Paulo II.

## Bispos
|                                  | Nome                                           | Período   | Notas                                           |
| Bispos                           | Bispos                                         | Bispos    | Bispos                                          |
| -------------------------------- | ---------------------------------------------- | --------- | ----------------------------------------------- |
| 4º                               | Dom Derek John Christopher Byrne, S.P.S.       | 2009-2014 | Nomeado Bispo de Primavera do Leste-Paranatinga |
| 3º                               | Dom Frei Sebastião Assis de Figueiredo, O.F.M. | 2001-2007 |                                                 |
| 2º                               | Dom José Foralosso, S.D.B.                     | 1992-1999 | Nomeado Bispo de Marabá                         |
| 1º                               | Dom Camillo Faresin, S.D.B.                    | 1981-1992 |                                                 |
| Prelazia de Registro de Araguaia |                                                |           |                                                 |
| 3º                               | Dom Camillo Faresin, S.D.B.                    | 1956-1981 |                                                 |
| 2º                               | Dom José Selva, S.D.B.                         | 1937-1956 |                                                 |
| 1º                               | Dom Antônio Malan, S.D.B.                      | 1914-1924 | Nomeado Bispo de Petrolina                      |
| Prelado-Coadjutor                |                                                |           |                                                 |
|                                  | Dom Camillo Faresin, S.D.B.                    | 1954-1956 |                                                 |
| Administrador Apostólico         |                                                |           |                                                 |
|                                  | Pe. João Batista Conturon, S.D.B.              | 1924-1937 |                                                 |

## Demografia
Em 2004, a diocese contava com uma população aproximada de 150.000 habitantes, com 66,7% de católicos.
O território da diocese era de 41.675 km², organizado em 15 paróquias.